# Bogdánfalva (Horvátország)
Bogdánfalva (horvátul: Bogdanovci) falu és község (járás) Horvátországban, Vukovár-Szerém megyében.

## A község (járás) települései
A községhez (járáshoz) Bogdánfalva mellett még Petróc (Petrovci) és Szvinyarevce (Svinjarevci) falvak tartoznak.

## Fekvése
Vukovártól 5 km-re nyugatra, a Nyugat-Szerémségben fekszik. 

## Története
A területén található számos őskori lelőhely leleteinek tanúsága szerint itt már a kőkorszak óta laktak emberek. A „Velika Zlatara” lelőhely a falutól délkeletre, a Bogdánfalvi rét mellett található. Itt földművelés közben kőkorszaki és újkőkorszaki leletek, őskori házak nyomai, hamu, csontmaradványok, agyagtárgyak kerültek elő, melyek mind egykori településről árulkodnak. A „Voćnjak” nevű lelőhelyen, a falu északi részén, a Vuka (Valkó) völgye felett emelkedő magas teraszon a Vukovári múzeum munkatársai végeztek feltárásokat, melyek során a badeni, a kosztoláci és a vučedoli kultúrák leleteit találták meg, megerősítve az újkőkori ember itteni folyamatos jelenlétét. A falutól északnyugatra, a Vuka feletti magas teraszon fekvő „Gradina” nevű lelőhelyen kőkorszaki, újkőkorszaki és vaskori leletek mellett már középkori leletek is előkerültek. A lelőhely alatti völgyben hat halomsír is található. Időrendben a legkésőbbiek a „Dambovo” lelőhely leletei. A lelőhely a falutól 2 és fél km-re délkeletre, a Bogdánfalvi rét melletti hullámos területen található. Itt a késő római korból származó temető és középkori település maradványai kerültek elő. Az ókori település maradványai valószínűleg a középkori falu alatt vannak. 
A középkori Bogdánfalvát 1329-ben „Bogdanfolva” alakban említik először a boszniai káptalan november 18-án kelt oklevelében, melyben a káptalan jelenti I. Károly magyar királynak, hogy Izsépi János fia István részére Márton bán fiát Miklóst Bogdánfalván megidéztette. 1337-ben „Bodugazunfolwa” néven találjuk a Csanád nemzetség ősi örökös birtokairól szóló osztálylevélben. 1438-ban „Bogdanfalwa”, 1481-ben „Bogdanowcz”, 1491-ben „Bodanowcz” néven említik a korabeli oklevelek. A mikolai várkastélyhoz tartozott, majd 1481-ben már a borói kastély tartozéka volt. A határában, vagy annak közelében, talán a mai Milkovce nevű dűlő környékén állhatott egykor Mikola vára, amely 1427 előtt Mikolai Mihályé volt. 1427-ben a Garaiaké lett, majd az 1440–41-es harcokban valószínűleg elpusztult. Temploma Szent Andrásnak volt szentelve. Pontos helye máig nem ismert.
A települést 1526-ban, a közeli Valkóvár eleste után foglalta el a török. A környék számos falva és erőssége elpusztult ekkor, de Bogdánfalva megmaradt. A török uralom idején 50 adózó portát számláltak benne. A térség 1691 körül szabadult fel a török uralom alól és a vukovári ferences atyák rögtön megkezdték lakosság lelki megújítását. 1742-ben a faluban kis fatemplom épült, melyet a Szent Kereszt Feltalálása tiszteletére szenteltek. A falu katolikus hívei a vukovári plébánia irányítása alá tartoztak és maga a falu is a vukovári uradalom része volt. Rövid ideig a Kuffstein, majd 1736-tól az Eltz család volt a birtokosa. Az 1784-es népességösszeírás 506 lakost talált itt, melyből 490 katolikus és 16 ortodox hívő volt. 
Az első katonai felmérés térképén „Bogdanovcze” néven található. Lipszky János 1808-ban Budán kiadott repertóriumában „Orolik” néven szerepel. Nagy Lajos 1829-ben kiadott művében „Orolik” néven 116 házzal, 62 katolikus és 547 ortodox vallású lakossal találjuk.
A településnek 1857-ben 614, 1910-ben 771 lakosa volt. Szerém vármegye Vukovári járásához tartozott. Az 1910-es népszámlálás adatai szerint lakosságának 61%-a horvát, 21%-a német, 15%-a magyar, 2%-a szerb anyanyelvű volt. A település az első világháború után az új szerb-horvát-szlovén állam, majd később (1929-ben) Jugoszlávia része lett. 1941 és 1945 a Független Horvát Államhoz tartozott, majd a szocialista Jugoszlávia fennhatósága alá került. A második világháború végén a német lakosság nagy része elmenekült a partizánok elől. Az itt maradtakat a kommunista hatóságok kollektív háborús bűnösökké nyilvánították, minden vagyonuktól megfosztották és munkatáborba zárták. Az életben maradtakat később Németországba és Ausztriába telepítették ki. 1946-ban az ország más részeiről szállítottak ide elszegényedett horvát családokat, akik megkapták az elűzött németek házait. 1991-től a független Horvátország része. 1991-ben lakosságának 82%-a horvát, 12%-a albán nemzetiségű volt. A vukovári csata során 1991. november 10-én foglalták el a szerb csapatok. Három hónapos ellenállás és 40 napos teljes körbekerítés után a védők letették a fegyvert. Bogdánfalva hősies védelmében 133 horvát és albán ember vesztette életét és ezek közül 24-et még mindig keresnek. A megszállás 7 évig tartott, ezalatt a falut teljesen lerombolták. A lakosság 1997-ben térhetett vissza, a házak újjáépítése pedig 1998 tavaszán kezdődött meg a Duna-régió békés reintegrációját követően. A településnek 2011-ben 710 lakosa volt.

## Gazdaság
A helyi gazdaság alapja a mezőgazdaság és az állattenyésztés. További cél a turizmus fejlesztése különös tekintettel a táj szépségére, a hagyományos népi építészet megőrzött házaira, valamint lehetőségek szerint a vadászati és halászati turizmusra. A vidékfejlesztés a térség sajátosságainak, az etnikai értékek, a kulturális és műemléki örökség ápolását jelenti.

## Népessége
| Lakosság változása | Lakosság változása | Lakosság változása | Lakosság változása | Lakosság változása | Lakosság változása | Lakosság változása | Lakosság változása | Lakosság változása | Lakosság változása | Lakosság változása | Lakosság változása | Lakosság változása | Lakosság változása | Lakosság változása | Lakosság változása |
| ------------------ | ------------------ | ------------------ | ------------------ | ------------------ | ------------------ | ------------------ | ------------------ | ------------------ | ------------------ | ------------------ | ------------------ | ------------------ | ------------------ | ------------------ | ------------------ |
| 1857               | 1869               | 1880               | 1890               | 1900               | 1910               | 1921               | 1931               | 1948               | 1953               | 1961               | 1971               | 1981               | 1991               | 2001               | 2011               |
| 614                | 690                | 716                | 786                | 808                | 771                | 805                | 753                | 752                | 820                | 939                | 907                | 1.026              | 1.113              | 803                | 710                |

2001-ben 803 lakosa volt. A községnek (járásnak) ugyanebben az évben 2366 lakosa volt, melyek közül 1266 fő horvát, 550 ruszin, 241 szerb, 175 ukrán volt. A magyarok száma 9 fő volt.

## Nevezetességei
Szent Leopold Mandić tiszteletére szentelt római katolikus temploma 2000 és 2002 között épült a régi, 1782-ben épített templom helyén. A régi templomot 1892-ben Dragutin Peitz diakovári festőművész festette ki. Oltárát 1904-ben állították, keresztútját 1911-ben szentelték fel. 1913-ben a tetőt és a tornyot újították meg. 1991-ben a falut megszálló szerbek földig rombolták.

## Kultúra
- A KUD Seljačka sloga Bogdanovci kulturális és művészeti egyesületet 1936-ban alapították. Mai formájában 1977-ben alakult meg. Az egyesület minden évben megszervezi a Bogdánfalvi folklór estéket. Száműzetés utáni harmadikat a „Povratak” (Visszatérés) módosított néven tartották. A rendezvény 3 napig tart és az alábbi eseményekből áll:
  - lovak és lovakocsik fesztiválja
  - Bogdanovac folklór esték
  - gyermek folklór fesztivál

- A „Bogdanovačka ethno škrinjica” egyesületet október 15-én, Ávilai Szent Teréz ünnepén alapították, aki az egyesület mennyei védőszentje. Az egyesület a falu és a környező térség kulturális örökségének megőrzésével foglalkozik, az ősi kézművesség megőrzésére és ápolására törekszik, az ismereteket pedig továbbadja a fiatalabb generációknak.

## Oktatás
Bogdánfalva első iskolája 1859-ben nyílt meg. A településen ma a vukovári Dragutin Tadijanović általános iskola területi iskolája működik.

## Sport
Az NK Croatia Bogdanovci labdarúgóklubot 1947-ben még NK Sremac néven alapították. 1990-től használja a mai nevét. A csapat az Eszék-Vinkovce megyeközi ligában szerepel. 

## Egyesületek
A „Srijem” lovasegyesületet 2008-ban alapították. Az egyesületnek 24 tagja van, 11 lova és 6 csikója (2016.) van. Tagjai számos lovasversenyen és fesztiválon vesznek részt. 

## Külső hivatkozások
Bogdánfalva község hivatalos honlapja (horvátul)